# Prince Ea
Pour les articles homonymes, voir EA.
 (mai 2019).
 (septembre 2024).
Si vous disposez d'ouvrages ou d'articles de référence ou si vous connaissez des sites web de qualité traitant du thème abordé ici, merci de compléter l'article en donnant les références utiles à sa vérifiabilité et en les liant à la section « Notes et références ».
Richard Williams, mieux connu sous son nom de scène Prince Ea (Prince et anterior, "The Artist Formerly Known as Prince), est un artiste américain de spoken word, poète et cinéaste. Après avoir obtenu un diplôme en anthropologie de l'Université du Missouri-St. Louis, il a d'abord poursuivi une carrière d'artiste hip hop. Inspiré par des artistes comme Immortal Technique et Canibus, il a lancé et popularisé le mouvement "Make S.M.A.R.T Cool" pour promouvoir des valeurs comme l'intelligence, la libre pensée, l'unité et la créativité dans la musique et la culture hip hop.
En 2014, Prince Ea s'est déplacé de la musique à la création de films et de contenus parlés motivants et inspirants. Ses vidéos YouTube ont reçu plus de 320 millions de vues en juin 2020. Ces types de vidéos comprennent des sujets tels que l'environnementalisme, la race, l'équilibre travail-vie personnelle et la spiritualité. Il attribue son changement de perspective à l'inspiration d'anciens textes de sagesse tels que le Tao Te Ching et la Bhagavad Gita.

## Jeunesse
Le plus jeune de trois enfants, Prince Ea est né sous le nom de Richard Williams le 16 septembre 1988 à St. Louis, Missouri, et y a résidé toute sa vie. Il a commencé à travailler sous le nom de scène "Prince Ea" lorsqu'il a obtenu son diplôme avec grande distinction en anthropologie de l'Université du Missouri-St. Louis. "Prince Ea" est dérivé de la mythologie sumérienne signifiant "Le Prince de la Terre".